# Doučování
Doučování je forma nadstandardní výuky, která není součástí povinné školní docházky. Dle Průchy je pojem doučování chápán jako typ výuky, která má za úkol pomoci žákům, kteří mají učební problémy. Ve většině případů jej využívají žáci, kteří v průběhu školní docházky dosahují horších studijních výsledků nebo nestačí vyučovacímu tempu.

## Jiné definice pojmu doučování a jeho možné benefity
V zahraniční literatuře se lze setkat s pojmem private (supplementary) tutoring, v českém překladu to znamená soukromé (doplňkové) doučování. Jedná se o efektivní, flexibilní a zejména individualizovaný doplněk výuky, který může pozitivně ovlivnit osobnost a postoje člověka.
Pozitivum soukromého doučování vyzdvihuje Vít Šťastný, který identifikuje doučování jako investici do lidského kapitálu, která může studentovi zlepšit školní výsledky, které jsou na něj kladeny během vyučování. Z pohledu učitelů jsou pak pozitiva vnímána jako zisk dodatečných příjmů za soukromé doučování. Dále také dokážou studentům zajistit užitečné naplnění jejich volného času.
Jiný pohled na soukromé doučování přináší Ha Yoon, který tuto formu výuky vnímá jako veškeré aktivity, které se odehrávají mimo formální školní vzdělávání. Dle Ha Yoona to může být například samostudium, dobrovolné navštěvování soukromých vzdělávacích institucí ve volném čase, placené doučování nebo cokoliv co zvýší šance na přijetí do kvalitnější školy.

## Školní faktory
Vít Šťastný & Eliška Walterová identifikovali následující školní faktory, které mohou souviset s využíváním soukromého doučování:
1. Jednání učitelů ve vztahu k doučování
2. Kvalita školy a výuky
3. Realizované kurikulum
4. Počet žáků ve škole
5. Nabídka bezplatného doučování
6. Partnerství školy a poskytovatelů soukromého doučování
7. Diferenciace, socioekonomické složení tříd a klima
8. Další kontextuální charakteristiky školy[2]

## Důvody doučování
Důvodem vyhledání soukromého doučování může být několik, zde jsou některé příklady:
- špatný prospěch ve škole
- pomalé tempo ve výuce
- nepochopení dané látky
- zdokonalení se v dané oblasti
- olympiády
- příprava na přijímací zkoušky

## Formy doučování
Kromě klasického doučování získává na popularitě také on-line forma, kdy se lektor nemusí nacházet fyzicky v přítomnosti žáka. Rozmach tohoto fenoménu započal především v době pandemie covidu-19, kdy byly možnosti prezenční výuky značně omezené a on-line probíhala i běžná školní výuka. Ta navíc pokrývala jen zhruba 50 % běžného obsahu učiva a bylo proto mnohdy potřeba látku dohánět jinými způsoby. V dnešní době už jsou proto doučování přes internetové komunikační platformy jako Microsoft Teams, Google Meet nebo Skype běžnou praxí.